# Double Fun
Double Fun es el cuarto álbum de estudio del cantante británico de rock Robert Palmer, publicado en 1978 por Island Records. Las primeras sesiones de grabación se realizaron en el estudio Black Ark en Jamaica, junto con el productor Lee Perry; sin embargo, debido a la relación hostil con los demás músicos, Palmer permaneció en la isla solo una semana. Debido a este percance, decidió regrabar todas las canciones en los estudios neoyorkinos The Hit Factory y Mediasound, y en el Sigma Sound de Filadelfia, con la ayuda de músicos de sesión y la coproducción de Tom Moulton. 
Una vez en el mercado, recibió reseñas mixtas por parte de la prensa especializada. Aspectos como la composición, la mezcla de géneros musicales, la interpretación de los músicos y los arreglos fueron bien evaluados, pero hubo opiniones diversas con las canciones en su conjunto. En cuanto a lo comercial, Double Fun llegó a ser el álbum de Palmer que mejor posición consiguió en las listas estadounidenses hasta esa fecha; por ejemplo, obtuvo el puesto 45 en el Billboard 200. Fuera de los Estados Unidos, su éxito recayó principalmente en los Países Bajos, en donde logró la casilla 10 en el Dutch Top 100 Albums.
Para promocionar el álbum, se publicaron dos sencillos a nivel mundial: «Every Kinda People» y «Best of Both Worlds». El primero logró una positiva recepción en los Estados Unidos, por lo que el sitio AllMusic lo ha considerado el «primer éxito americano» del vocalista, mientras que el segundo lo fue en algunos países europeos. Debido al éxito de «Every Kinda People» en las listas estadounidenses, el sello Island decidió publicar dos sencillos más únicamente en ese país, «You Overwhelm Me» y «You're Gonna Get What's Coming», pero no obtuvieron la misma repercusión.

## Antecedentes
En 1976, Robert Palmer publicó el tercer álbum de estudio Some People Can Do What They Like, que llegó a ser su disco más exitoso hasta esa fecha. De hecho, hasta la quincena de noviembre de ese año, en los Estados Unidos ya se hablaba de que mostraba un mayor potencial de ventas en relación con sus producciones anteriores, Sneakin' Sally Through the Alley (1974) y Pressure Drop (1975). Por su parte, Some People Can Do What They Like se posicionó como el primer disco de Palmer en entrar en la lista UK Albums Chart del Reino Unido.
Por aquel entonces el vocalista había incursionado en el reggae y otros sonidos de la música caribeña, así que decidió viajar a Jamaica para trabajar en los estudios Black Ark de Lee Perry. A pesar de que era exigente, Palmer se llevó bien con el productor, pero no así con los demás músicos, pues debido al particular comportamiento de ellos, la relación era hostil. Aunque Chris Blackwell, dueño de Island Records, quería que Palmer grabara un nuevo álbum en ese edificio, finalmente el vocalista permaneció solo una semana en la isla.
Ninguna de las canciones grabadas en Black Ark se usó en el álbum, pues Palmer optó por regrabarlas todas en Nueva York. Más tarde, Perry le envió al sello una edición de «Best of Both Worlds» en versión dub, pero Island la rechazó. «Love Can Run Faster» fue la única pista de aquella sesión de grabación que figuró en algún material discográfico, pero recién en 1979, como lado B del sencillo «Bad Case of Loving You (Doctor, Doctor)».

## Grabación
Después del percance ocurrido en Jamaica, la grabación se realizó en los estudios The Hit Factory y Mediasound de Nueva York, y en el Sigma Sound de Filadelfia. En un principio, Palmer quería registrar el álbum en directo con los músicos que lo habían acompañado en la gira de conciertos de Some People Can Do What They Like, pero al final participaron otros artistas, principalmente músicos de sesión neoyorkinos. Entre estos últimos se encontraban Paul Barrere, Bill Payne y Richie Hayward, de la banda Little Feat, el bajista de The Funk Brothers, Bob Babbitt, y los hermanos Michael y Randy Brecker.
La producción quedó a cargo de Palmer y Tom Moulton, conocido por entonces por su trabajo con la música dance y porque producía los discos de Grace Jones, compañera de Palmer en el sello Island. El estadounidense produjo «Best of Both Worlds», «Where Can It Go?», «Love Can Run Faster» y «You Really Got Me», mientras que el británico hizo la de las otras cinco canciones. Cabe destacar que Double Fun es el primer álbum producido por el propio cantante, pues Steve Smith había realizado esa labor en sus tres primeros álbumes. Una vez grabadas las cintas, la mezcla la realizó Moulton, mientras que la masterización corrió por cuenta de José Rodriguez.

## Composición
Robert Palmer escribió seis de las nueve canciones que integran el álbum. Como era habitual en su carrera, el cantante incluye distintos géneros musicales en las composiciones; por ejemplo, el reggae en «Best of Both Worlds» y «Love Can Run Faster», el soul en «Where Can It Go?», el blue-eyed soul en «Come Over», el rock en «You're Gonna Get What's Coming» y la balada romántica en «You Overwhelm Me». En algunas de ellas incluyó arreglos de una sección de cuerdas, los que fueron elaborados por Gene Page y John Davis. Por su parte, Billboard sugiere que Palmer presenta en las canciones un estilo vocal de un «tenor represivo».
«Every Kinda People» la escribió Andy Fraser en 1977 y autorizó a Palmer para que la grabara, incluso antes de que él editara su propia versión. La canción combina el funk con elementos de la música caribeña y la letra entrega un «mensaje multicultural de paz y positividad», que evoca «la tolerancia y la convivencia». Por su parte, «You Really Got Me» y «Night People» son versiones. La primera le pertenece a The Kinks y Palmer la interpretó en estilo funk, mientras que la segunda es de Allen Toussaint. Cabe destacar que esta es la cuarta canción del músico estadounidense que Palmer versiona, tras «From a Whisper to a Scream» y «Sneakin' Sally Trough the Alley», en el disco debut de 1974, y «River Boat», en Pressure Drop (1975).

## Lanzamiento y promoción
Double Fun salió al mercado el 1 de marzo de 1978 en los Estados Unidos y el 17 del mismo mes en el Reino Unido, a través de Island Records. La portada consiste en una fotografía tomada por Hiro, que muestra a Palmer sonriente dentro de una piscina, mientras que al costado de la alberca se aprecia dos trajes de baño femeninos. Cabe indicar que el vocalista y Tina Bossidy recibieron créditos en la contraportada como directores de arte.
Tras su lanzamiento, Palmer inició una gira musical por los Estados Unidos y algunos países europeos. Esta incluía dos presentaciones en el Hammersmith Odeon de Londres (12 y 13 de septiembre de 1978), marcando su primera visita al Reino Unido desde principio de los años 1970, cuando era parte del grupo Vinegar Joe. Además, se realizó una fuerte campaña de promoción en Francia, en los medios británicos New Musical Express, Melody Maker y Time Out, incluso, Palmer hizo una pausa a su gira por la costa este estadounidense para participar del programa televisión American Bandstand en Los Ángeles.
Sencillos
Para promocionar el álbum, en 1978 se publicaron dos sencillos a nivel mundial: «Every Kinda People» y «Best of Both Worlds». El primero salió a la venta el 10 de marzo y es considerado por el sitio web AllMusic como el «primer éxito americano» de Palmer, debido a que logró las casillas 13, 16 y 18 en los recuentos desarrollados por Cashbox, Billboard y Record World, respectivamente. Por su parte, llegó a ser el primer sencillo de Palmer en situarse en el UK Singles Chart del Reino Unido, tras lograr el puesto 53 en mayo de 1978. En cambio, «Best of Both Worlds», editado el 21 de julio, consiguió una mayor atención en Europa; por ejemplo, se situó en el puesto 4 en la lista belga y en el 10 en la neerlandesa.
Debido al éxito que estaba teniendo «Every Kinda People» en las listas, el sello Island publicó solo en los Estados Unidos los sencillos «You Overwhelm Me» y «You're Gonna Get What's Coming», editados circa julio y noviembre de 1978, respectivamente. Ambos tuvieron poca repercusión comercial, pues solo alcanzaron las casillas 104 y 113 en el recuento de sencillos de Record World.

## Recepción

### Comercial
Double Fun llegó a ser el álbum de Palmer que mejor posición consiguió en las listas estadounidenses hasta esa fecha. De acuerdo con la revista británica Music Week, los pedidos anticipados del mercado estadounidense bordeaban las 300 000 copias. Para la semana del 29 de abril de 1978 llegó hasta el puesto 45 en el Billboard 200 y permaneció en la lista por veinticinco semanas. En el Top Albums Chart desarrollado por Record World, logró la casilla 37 en la semana del 27 de mayo, mientras que en el Top 100 Albums de Cashbox obtuvo la 31, el 22 de abril. En Canadá logró el puesto 57 en el Top 100 Albums de la revista RPM.
A pesar de que Palmer obtenía buenas críticas por los medios británicos, esto no se reflejó en lo comercial, pues Double Fun no entró en el UK Albums Chart del Reino Unido. En contraparte, alcanzó la décima posición en el Dutch Top 100 Albums de los Países Bajos y permaneció en el recuento por nueve semanas. En la revisión anual, Double Fun terminó como el quincuagésimo primer álbum más exitoso en ese país. Por su parte, llegó hasta el puesto 29 en el Official New Zealand Music Chart de Nueva Zelanda y al 75 en el Kent Music Report de Australia.

### Crítica
Double Fun recibió reseñas mixtas por parte de la crítica especializada. Cashbox lo definió un «trabajo excepcionalmente sabroso» y que gracias «a las influencias de rhythm and blues, los arreglos de primera y el elegante estilo de Palmer» ofrecen una «experiencia doblemente divertida a los oyentes». En el recuento de mitad de año, la revista situó a Palmer en el puesto 23 de la lista de los 25  mejores artistas masculinos. Billboard expresó que el vocalista mezcla «ritmos pegadizos de calipso en un paquete que contiene material sofisticado de rock y baladas», que la conjunción entre su voz y los músicos ofrece una «rica lección musical» y nombró como mejores canciones a «Best of Both World», «Every Kinda People», «Night People» y «You Overwhelm Me». En la revisión anual, la publicación posicionó al cantante dentro de los 50 mejores artistas masculinos de 1978 y entre los 100 mejores productores (por sencillos).  Paul McGrath, del periódico canadiense The Globe and Mail, señaló que, al igual que con sus álbumes anteriores, Double Fun «es prístino e impecable; ambas [cualidades] fueron virtudes en su momento, pero ahora corren el riesgo de convertirse en vicios». Jon Frewin, de la revista británica Record Mirror, nombró a «Night People», «You Overhelm Me» y «You're Gonna Get What's Coming» como canciones destacadas; sin embargo, señaló que el resto «solo sirven como discreta buena música de fondo durante una escena de seducción».
Tony Jasper, de Music Week, nombró como cortes pegadizos a «Best of Both Worlds» y «Every Kinda People», destacó el sofisticado soul del cantante, pero consideró que el disco «se suaviza a medida que avanza». Jeffries David, del sitio web AllMusic, destacó algunas canciones como «Every Kinda People» y «Best of Both Worlds», no obstante, estimó que «Where Can It Go?» y «You Really Got Me» le quitaban cierto peso al disco. Al finalizar, el crítico comentó: «Incluso con sus defectos, los fans de la obra caribeña de Palmer encontrarán mucho que apreciar aquí». Chris Coe, uno de los reseñadores del libro The Rough Guide to Rock, escribió que es un álbum «cargado de deseo y tensión sexual», además de ser «el más consistentemente elegante de Palmer». También comentó que posee una honestidad que está ausente en sus posteriores producciones y nombró a «Love Can Run Faster» como «probablemente su mejor canción».
Susin Shapiro, de Rolling Stone, expresó que la mitad de las canciones «eclipsan la excelente agilidad» de la banda, consideró como un error la versión de «You Really Got Me» y que, en general, el material «refleja una curiosa falta de resonancia y relevancia tanto para la anomia como para el amor». Al terminar la reseña, Shapiro indicó «simplemente no es [un álbum] que un hombre con el talento de Palmer debería tener».

## Lista de canciones
| N.º | Título                                     | Escritor(es)    | Duración |  |
| 1.  | «Every Kinda People»                       | Andy Fraser     | 3:17     |  |
| 2.  | «Best of Both Worlds»                      | Robert Palmer   | 3:54     |  |
| 3.  | «Come Over»                                | Palmer          | 4:06     |  |
| 4.  | «Where Can It Go?»                         | Palmer          | 3:20     |  |
| 5.  | «Night People»                             | Allen Toussaint | 4:12     |  |
| 6.  | «Love Can Run Faster»                      | Palmer          | 4:02     |  |
| 7.  | «You Overwhelm Me»                         | Palmer          | 3:05     |  |
| 8.  | «You Really Got Me» (versión de The Kinks) | Ray Davies      | 4:23     |  |
| 9.  | «You're Gonna Get What's Coming»           | Palmer          | 4:29     |  |

Fuente:Folleto de notas de Double Fun.

## Posicionamiento en listas musicales
| País           | Lista (1978)                     | Posición |
| -------------- | -------------------------------- | -------- |
| Australia      | Kent Music Report                | 75       |
| Canadá         | RPM Top 100 Albums               | 57       |
| Estados Unidos | Billboard 200                    | 45       |
| Estados Unidos | Cashbox Top 100 Albums           | 37       |
| Estados Unidos | Cashbox FM Album Chart           | 8        |
| Estados Unidos | Record World Top Albums Chart    | 31       |
| Países Bajos   | Dutch Top 100 Albums             | 10       |
| Nueva Zelanda  | Official New Zealand Music Chart | 29       |

| País         | Lista (1978)         | Posición |
| ------------ | -------------------- | -------- |
| Países Bajos | Dutch Top 100 Albums | 51       |

## Créditos
| - Robert Palmer: voz, guitarra, bajo, batería y percusión - Paul Barrere: guitarra y coros - Freddie Harris, Neil Hubbard, James Mahoney, Donovan McKitty y T.J. Tindall: guitarra - Pierre Brock, Jimmy Williams y Bob Babbitt: bajo - Keith Errol Benson, Richie Hayward y Chris Parker: batería - Allan Schwartzberg: batería y percusión - Lenny Castro y Robert Greenidge: percusión - Bill Payne: teclados y coros - Ron Kersey, Edward Putmon, Steve Robbins, James Allen Smith y Louis John Davis: teclados - Gene Davis y John Davis: sección de cuerdas - Harry Bluestone y Don Renaldo: concertinos - Michael Brecker: saxofón - Randy Brecker: trompeta - Brenda Russell y Brian Russell: coros | - Robert Palmer y Tom Moulton: producción - Tom Moulton: mezcla - José Rodriguez: masterización - Hiro: fotografía - Robert Palmer y Tina Bossidy: dirección de arte |

Fuente:Folleto de notas de Double Fun.